# Dibrowa-Olewśka
Dibrowa-Olewśka (ukr. Діброва-Олевська) – stacja kolejowa w miejscowości Dibrowa, w rejonie korosteńskim, w obwodzie żytomierskim, na Ukrainie. Położona jest na linii  Kijów – Korosteń – Sarny – Kowel.
Stacja powstała przed II wojną światową. Dawniej nosiła nazwę Drowianoj Post.